# باشگاه ورزشی دپورتیوو کالی
دیپورتیوو کالی یک باشگاه ورزشی در شهر کالی، کلمبیا است.
تیم دیپ/رتیوو کالی یک از تیم‌های موفق فوتبال در کلمبیا هست و ۹ قهرمانی لیگ ملی بدست آورده. ورزشگاه جدید، ورزشگاه دپورتیوو کالی، با ظرفیت اصلی برای ۶۱٬۸۹۰، بزرگترین ورزشگاه فوتبال در کلمبیا است و به‌طور رسمی در ۱۹ نوامبر سال ۲۰۰۸ اقتتاح شد. در سال ۲۰۱۰ ظرفیت آن به ۵۵۰۰۰ نفر با توجه به بازسازی کاهش یافت. خانه قدیمی این تیم ورزشگاه المپیک پاسکوال گوئررو با ظرفیت ۴۳٬۱۳۰ هزار نفر بود. این باشگاه اولین تیم کلمبیایی است که در فینال جام لیبرتادورس حضور داشت.

## تاریخچه باشگاه

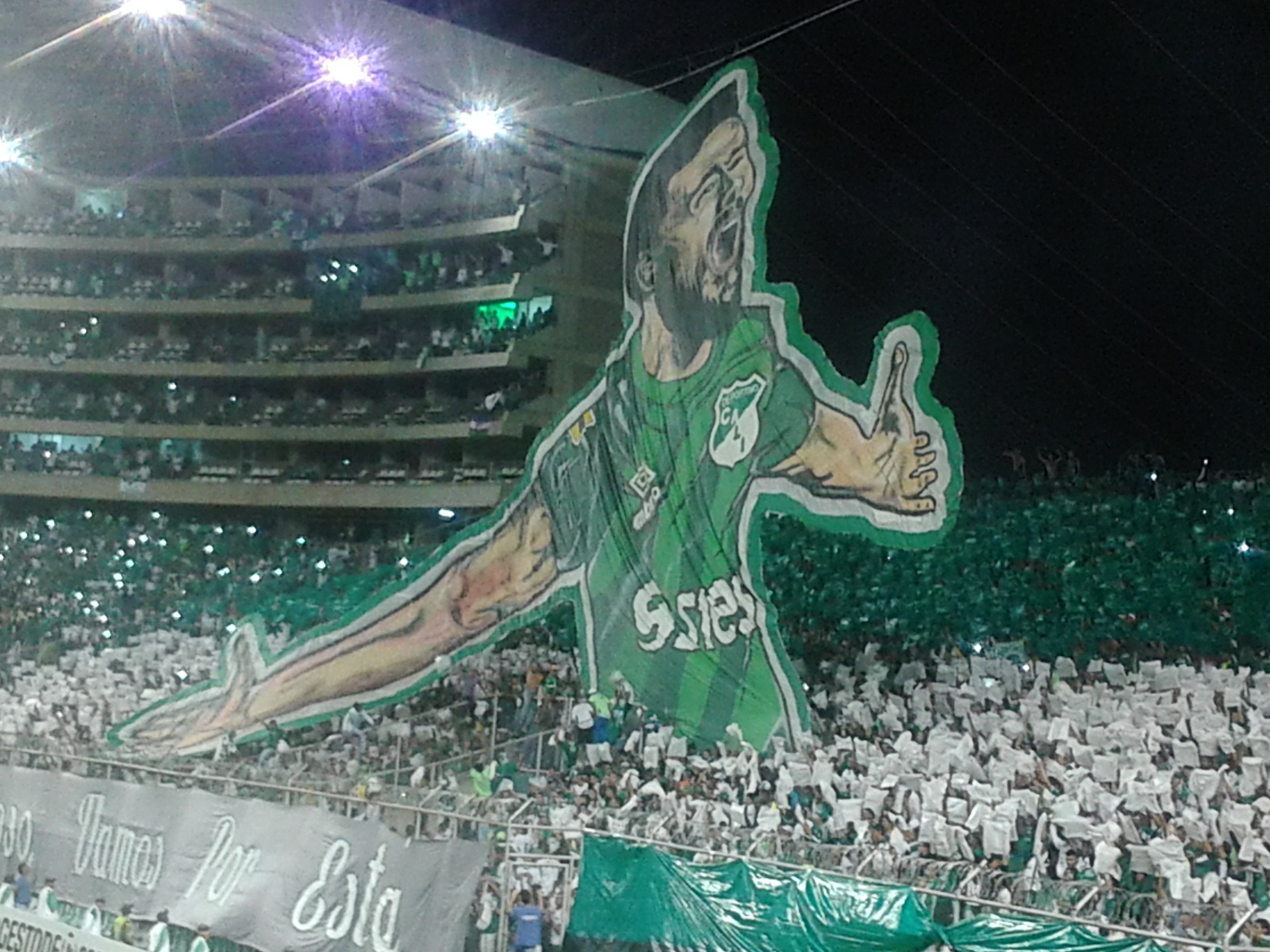
ورزشگاه دپورتیوو کالی

### مسابقات بین‌المللی
دیپورتیوو کالی اولین باشگاه کلمبیایی است که به فینال جام لیبرتادورس در سال ۱۹۷۸ رسیده. تحت هدایت کارلوس بیلاردو دپورتیوو کالی در برابر بوکا جونیورز بازی کرد. اولین بازی در کالی ۰–۰ به پایان رسید. بازی دوم در بوئنوس آیرس منجر به پیروزی ۴–۰ برای آرژانتینی‌ها شد. در سال ۱۹۹۹ آنها نیز در فینال حضور داشتن، این بار مقابل برزیل بود پالمیراس. اولین بازی در کالی یک پیروزی برای تیم میزبان ۱–۰ بود. بازی دوم شکست ۲–۱ بود. جام در ضربات پنالتی ۴–۳ نتیجه را واگذار کرد و از قهرمانی بازماند.

## تاریخچه لوگو
|         |         |         |         |             |
| ۱۹۱۲–۱۶ | ۱۹۱۶–۲۶ | ۱۹۲۶–۴۸ | ۱۹۴۸–۱۲ | ۲۰۱۲–تاالان |

## افتخارات
- Primera A: (۹)

۱۹۶۵، ۱۹۶۷، ۱۹۶۹، ۱۹۷۰، ۱۹۷۴، ۱۹۹۶، ۱۹۹۸، ۲۰۰۵-II, 2015-I
- کوپا کلمبیا: (۱)

۲۰۱۰
- سوپرلیگ کلمبیا: (۱)

۲۰۱۴
- نایب قهرمانی جام لیبرتادورس: (۲)

۱۹۷۸، ۱۹۹۹

## بازیکنان قابل توجه
| - ابل آگویلار - آندرس استرادا - فرید موندراگون - لوئیس موریل - جیسون موریلو - جان ویلمر پیرز | - کارلوس والدراما - ماریو یپس - کریستین زاپاتا - روبرتو فرناندز - خوان کاستیلو |